# Isotes propinqua
Isotes propinqua es una especie de insecto coleóptero de la familia Chrysomelidae.
Fue descrita científicamente en 1886 por Joseph Sugar Baly.